# Rothschildia erycina
Rothschildia erycina is een vlinder uit de onderfamilie Saturniinae van de familie nachtpauwogen (Saturniidae).
De wetenschappelijke naam van de soort is, als Phalaena erycina,  voor het eerst geldig gepubliceerd door George Shaw in 1796.

## Beschrijving
De soort heeft, zoals gebruikelijk in het geslacht Rothschildia, doorzichtige "vensters" in de vleugels. Opvallend is verder de grote vlek bij de apex van de voorvleugel. Mannetjes kunnen van vrouwtjes worden onderscheiden, doordat de voorvleugel veel smaller is. Opmerkelijk zijn ook de korte antennes.

## Verspreiding
De vlinder komt voor van Mexico tot Brazilië en Paraguay. De habitat is tropisch regenwoud en voldoende natte savanne. De soort vliegt tot zo'n 1200 meter boven zeeniveau.
Er worden geografisch diverse ondersoorten onderscheiden. De vlinder kent een gevarieerde kleurstelling onder meer veroorzaakt door het voedsel en de temperatuur bij het opgroeien.

## Levenswijze
De soort gebruikt hemelboom, Coutarea, Exostema, liguster, Antonia, Cenostigma, Chiococca en Dodonea als waardplanten. De levensfase als rups duurt zo'n 40 dagen. De verpopping vindt plaats in een grote zijden cocon. Het popstadium duurt 3 tot 4 weken.

## Ondersoorten
- Rothschildia erycina erycina
- Rothschildia erycina luciana Rothschild, 1907
- Rothschildia erycina mexicana Draudt, 1929
- Rothschildia erycina nigrescens Rothschild, 1907
- Rothschildia erycina vinacea Rothschild, 1907